# جان شاكورناك
جان شاكورناك (بالفرنسية: Jean Chacornac)‏ هو فلكي فرنسي من مواليد 21 يونيو سنة 1823 ووفيات 23 سبتمبر سنة 1873.
ينسب إلى جان شاكورناك اكتشاف عدد من المذنبات والكويكبات.